# ساحة إسكندر بك (بريشتينا)
ساحة إسكندر بك (بالألبانية: Sheshi "Skënderbeu")‏ هي ساحة في بريشتينا عاصمة كوسوفو. بعد انتهاء حرب كوسوفو عام 1999، أقام ألبان كوسوفو عام 2001 نُصُبًا تذكاريًا للزعيم الألباني إسكندر بك في وسط العاصمة بريشتينا، وإسكندر بك هذا كان قد تمرد ضد القوات العثمانية خلال القرن 15. خلال رحلة استغرقت أربعة أيام تم إحضار التمثال من مدينة كرويه في ألبانيا إلى مركز مدينة بريشتينا. في التمثال، تم تصوير إسكندر بك على حصان ساقُه اليمنى مُوجهة للأعلى في وضع خطير، وسيفه خارج غمده ومُوجه نحو الأرض. يوجد في الساحة أيضا نصب تذكاري لضحايا حرب كوسوفو مع سلسلة من صُور المفقودين جراء الحرب. يحد ساحة إسكندر بك من إحدى الجانبين ساحة روغوفا، وهي ساحة سُميت باسم أول رئيس لكوسوفو إبراهيم روجوفا، وعلى الجانب الآخر تُوجد ساحة الأم تيريزا التي سُميت باسم الراهبة الألبانية الأم تريزا. بريشتينا هي واحدة من ثلاث عواصم في البلقان التي يوجد بها تمثال إسكندر بك، جنبا مع جنب مع كل من تيرانا عاصمة ألبانيا وإسكوبية عاصمة مقدونيا الشمالية.

## معرض صور

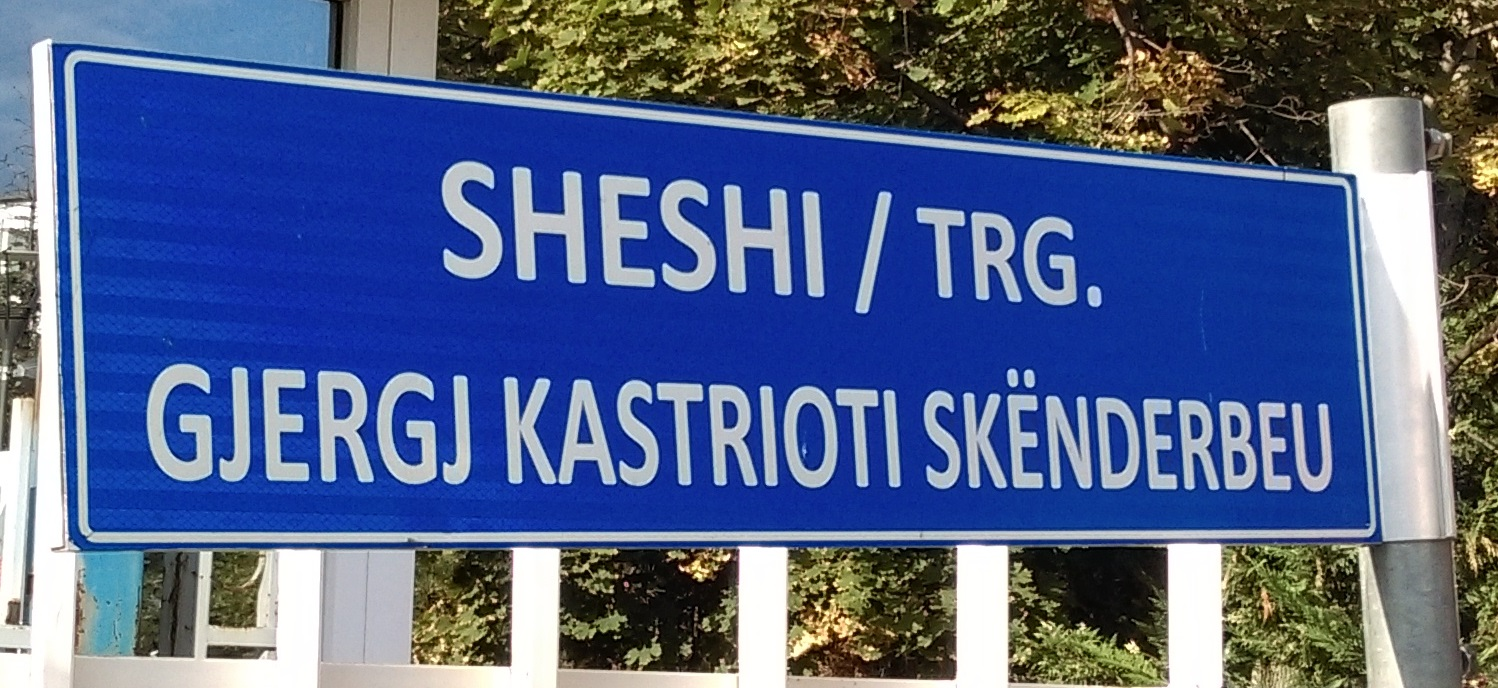
علامة ثنائية اللغة تُشير إلى ساحة إسكندر بك
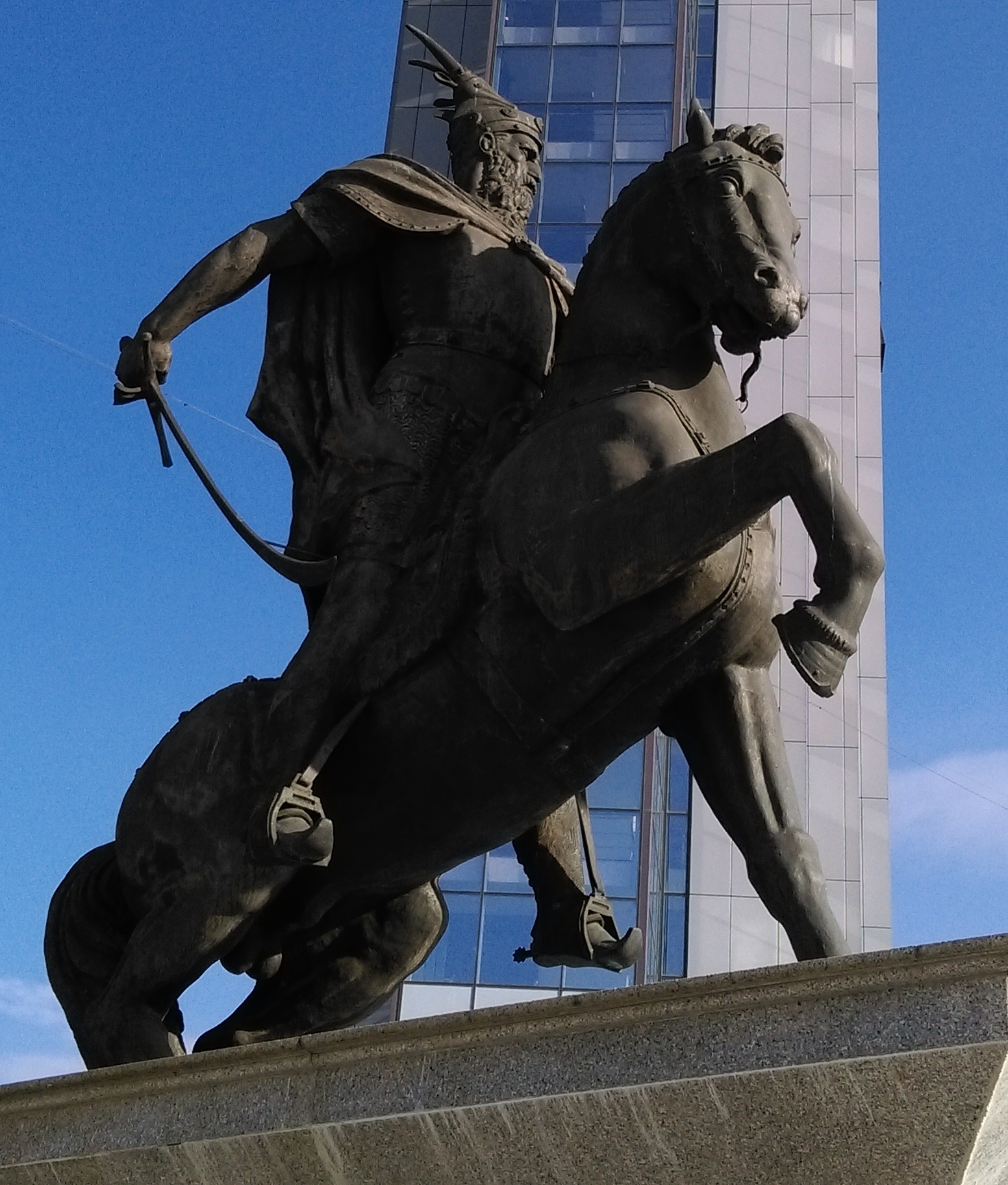
تمثال إسكندر بك
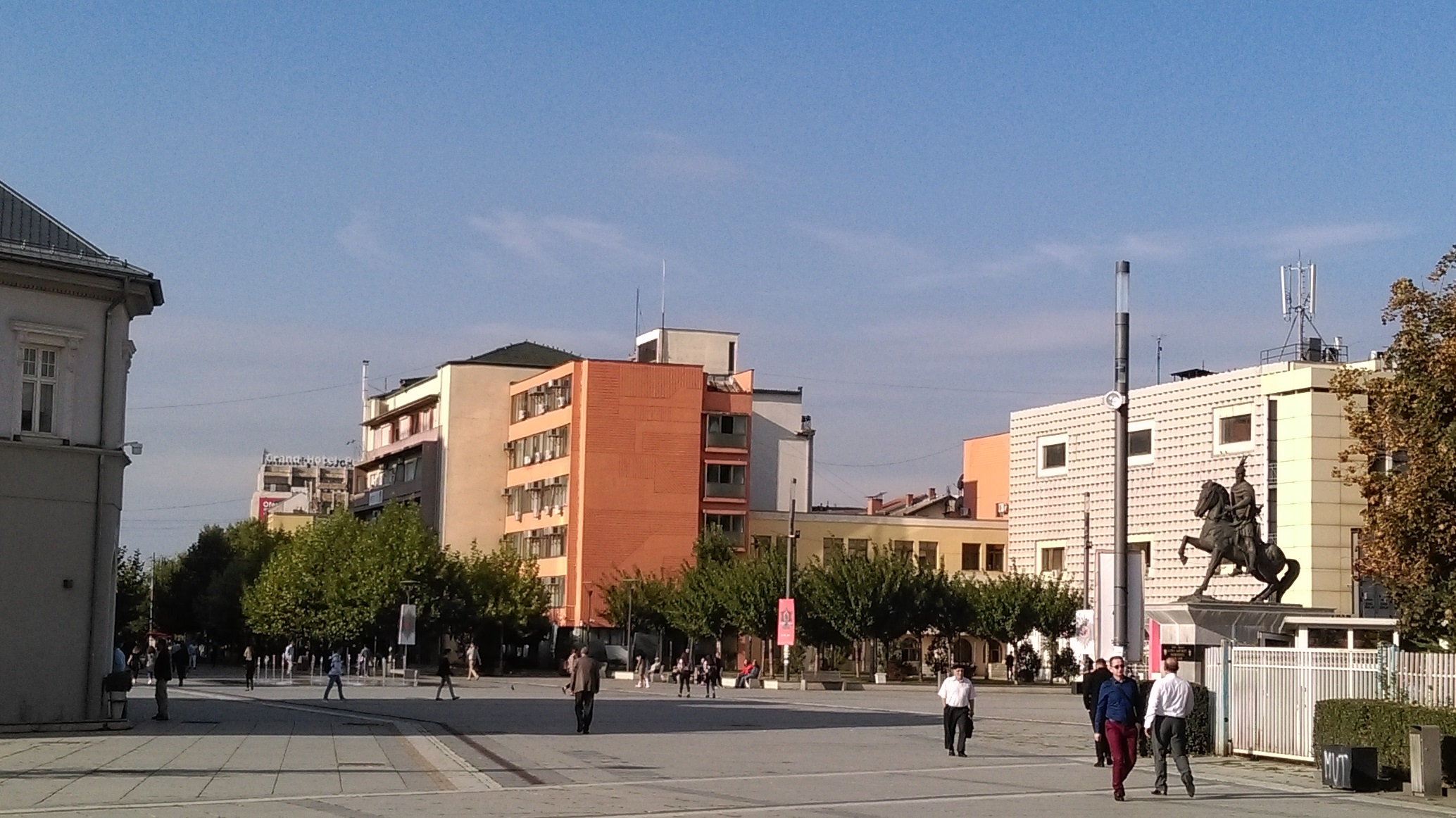
ساحة إسكندر بك
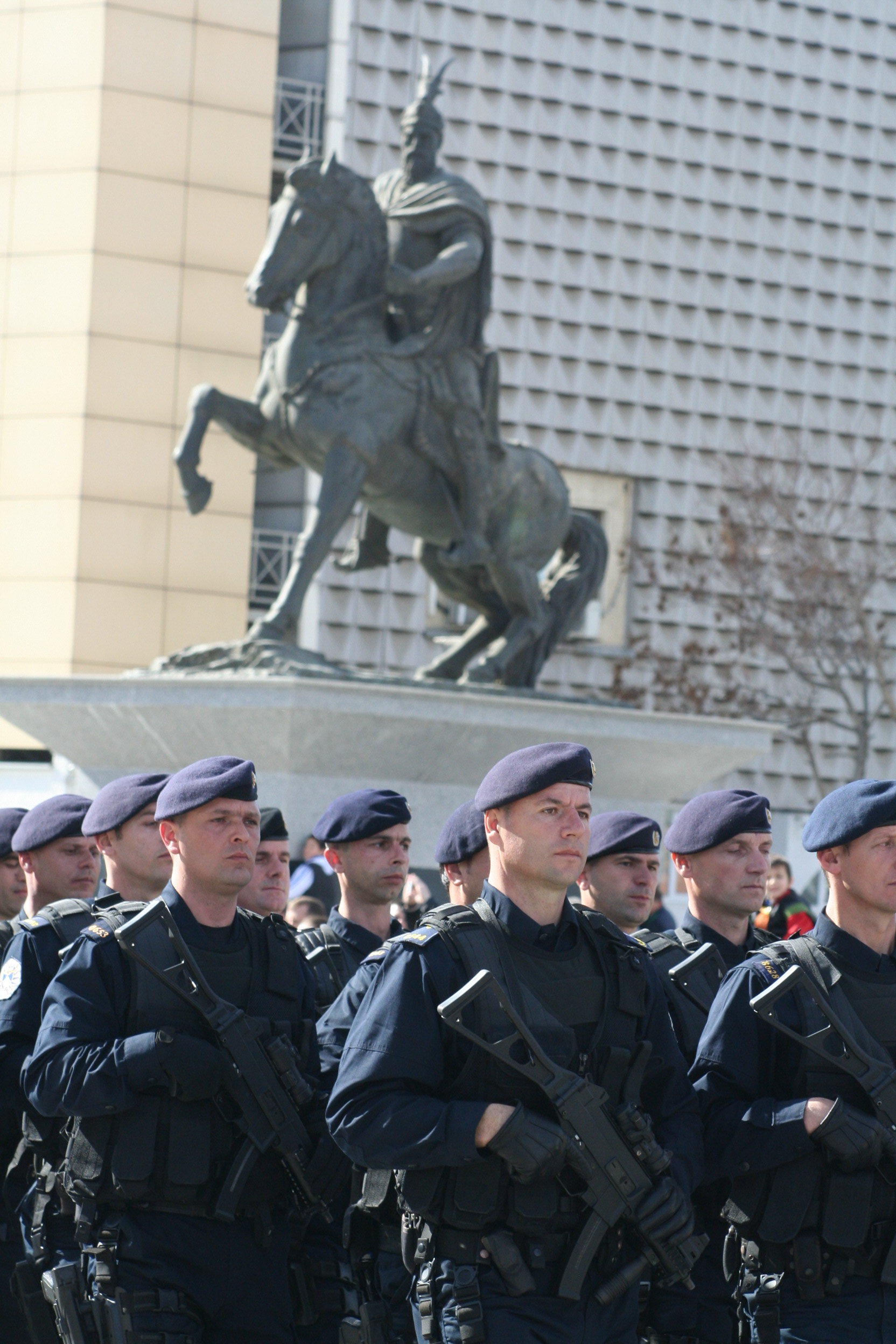
موكب من قوة أمن كوسوفو في الساحة
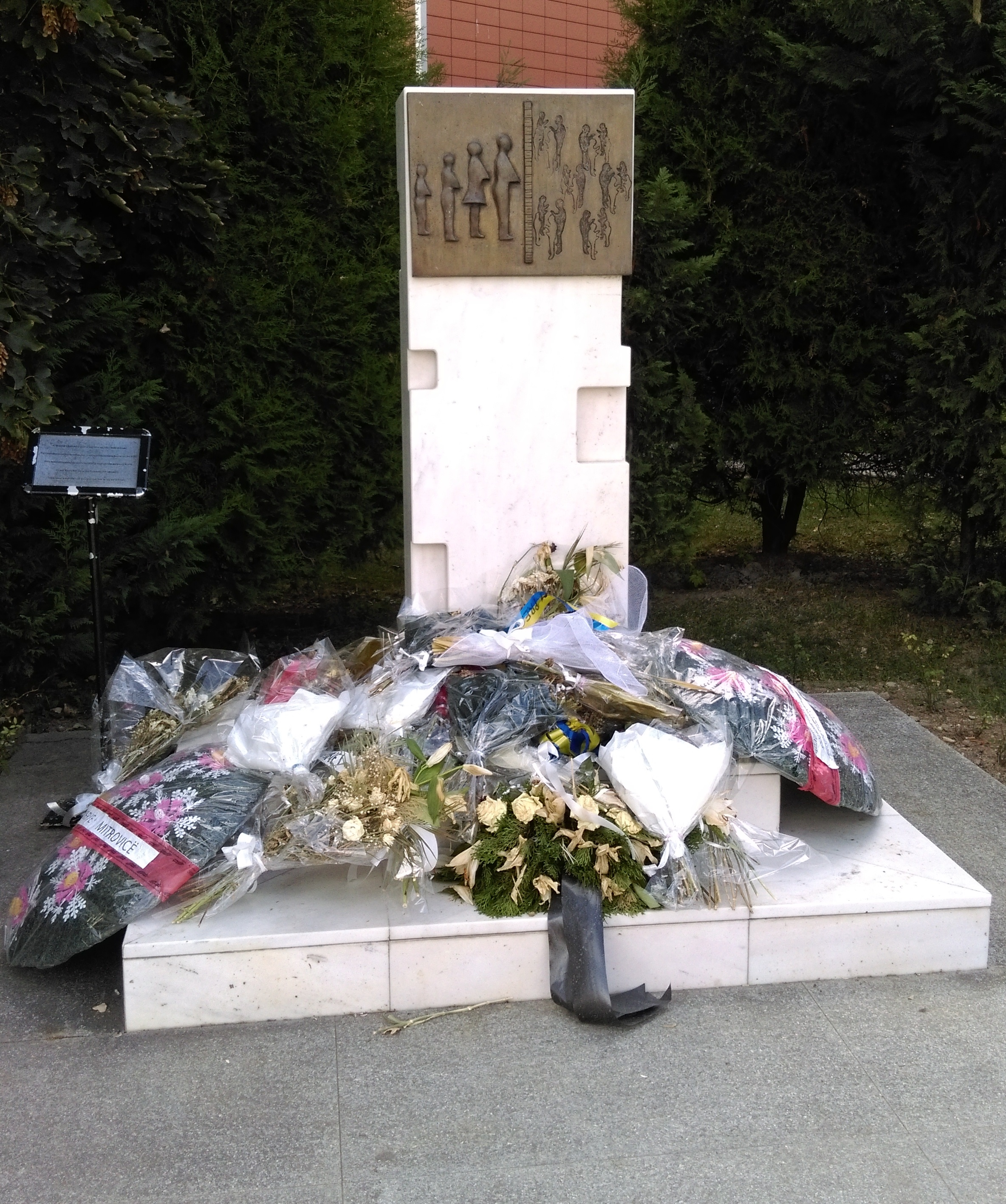
نصب تذكاري للحرب مُخصص لضحايا حرب كوسوفو
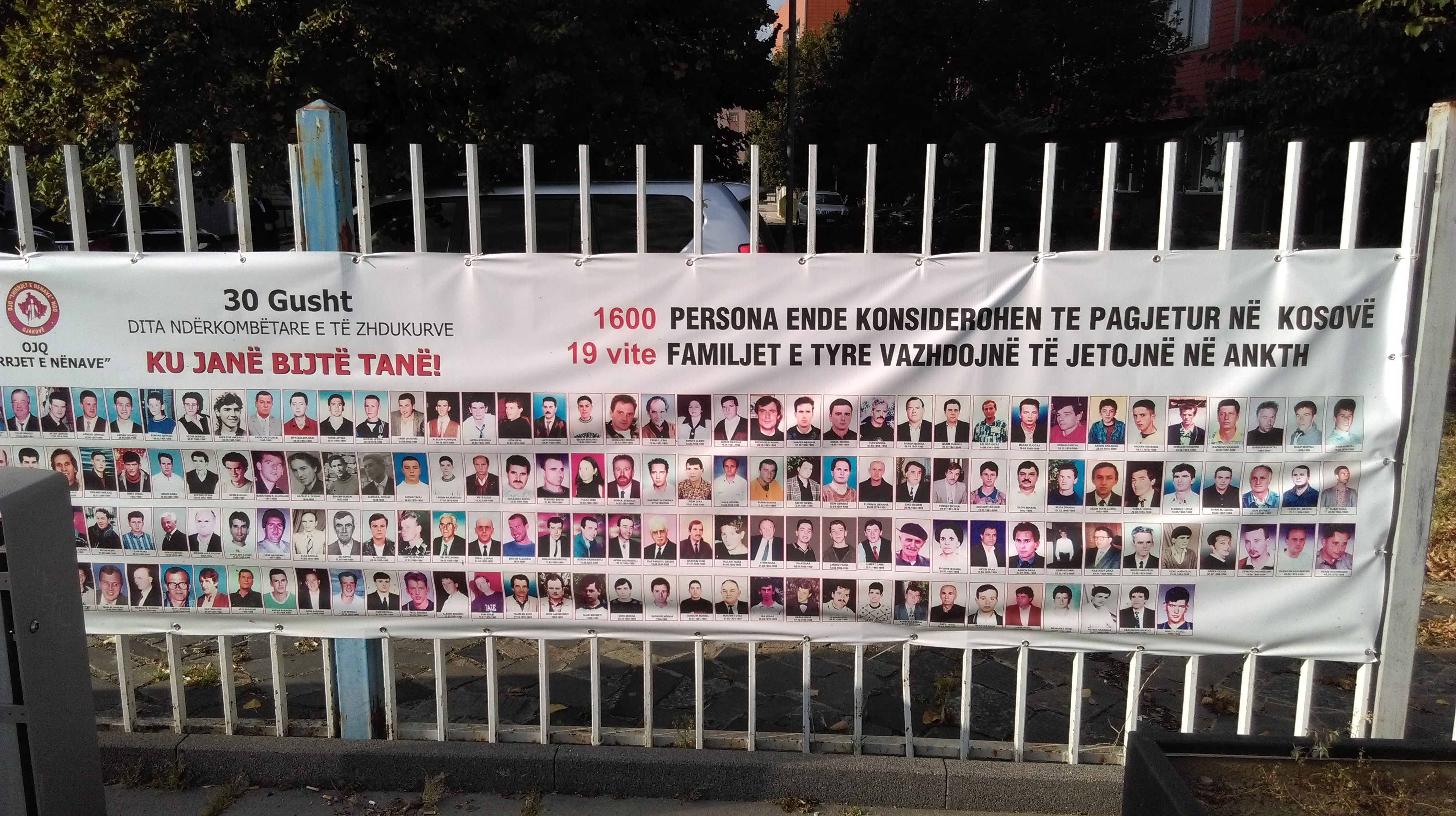
لافتة مع صور المفقودين في حرب كوسوفو
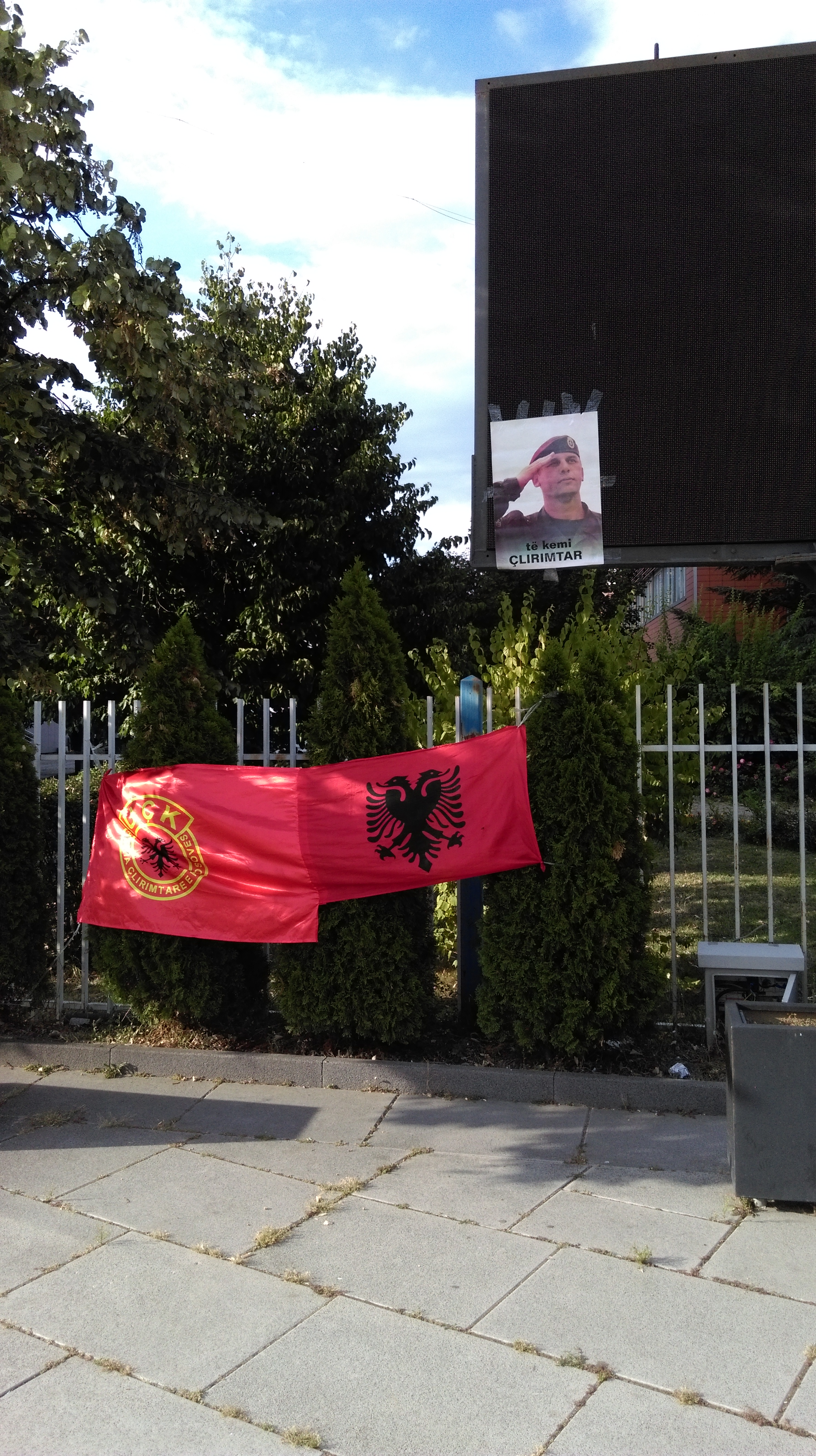
أعلام جيش تحرير كوسوفو
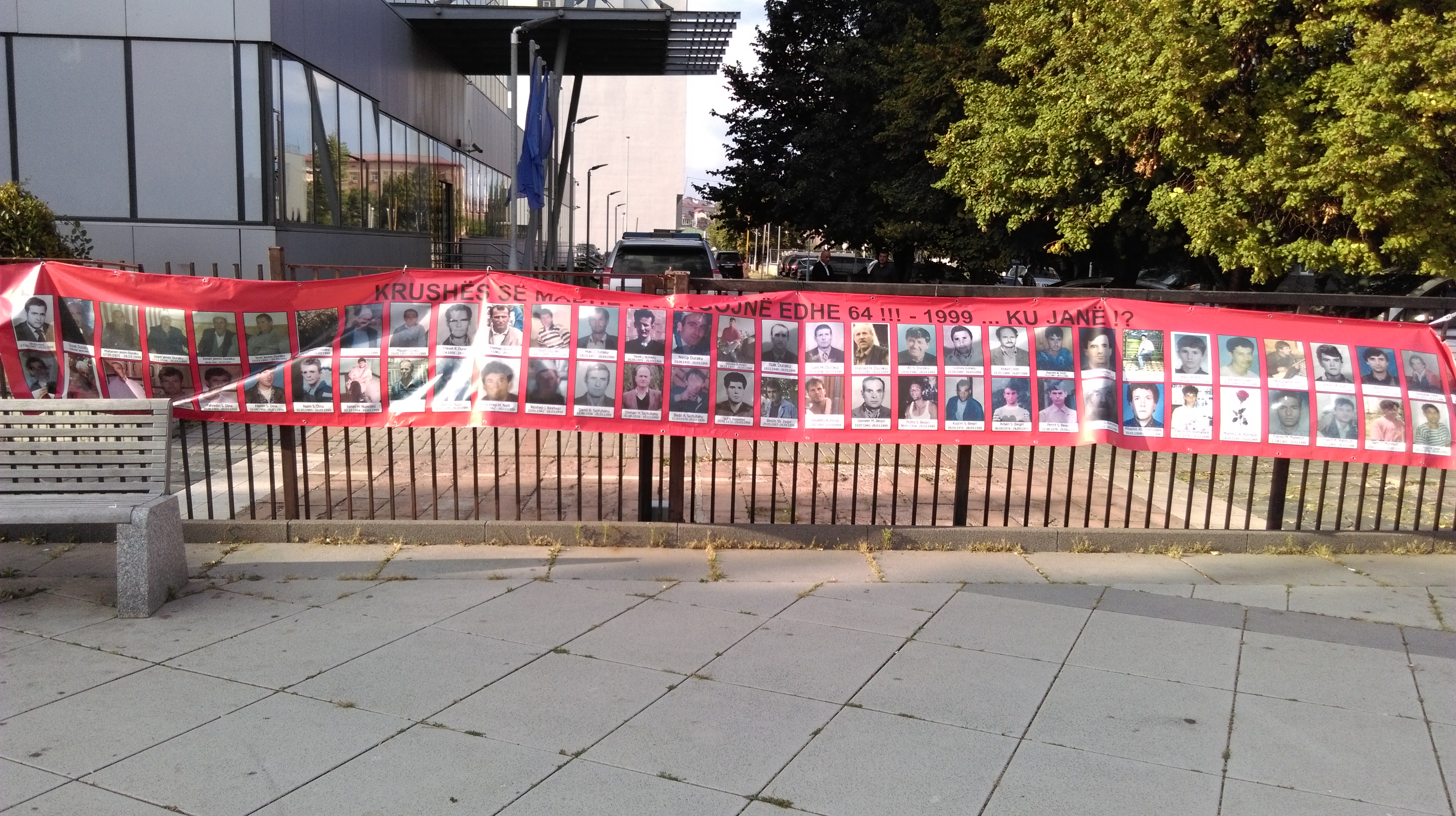
لافتة مع صُور للمفقودين من الصراع
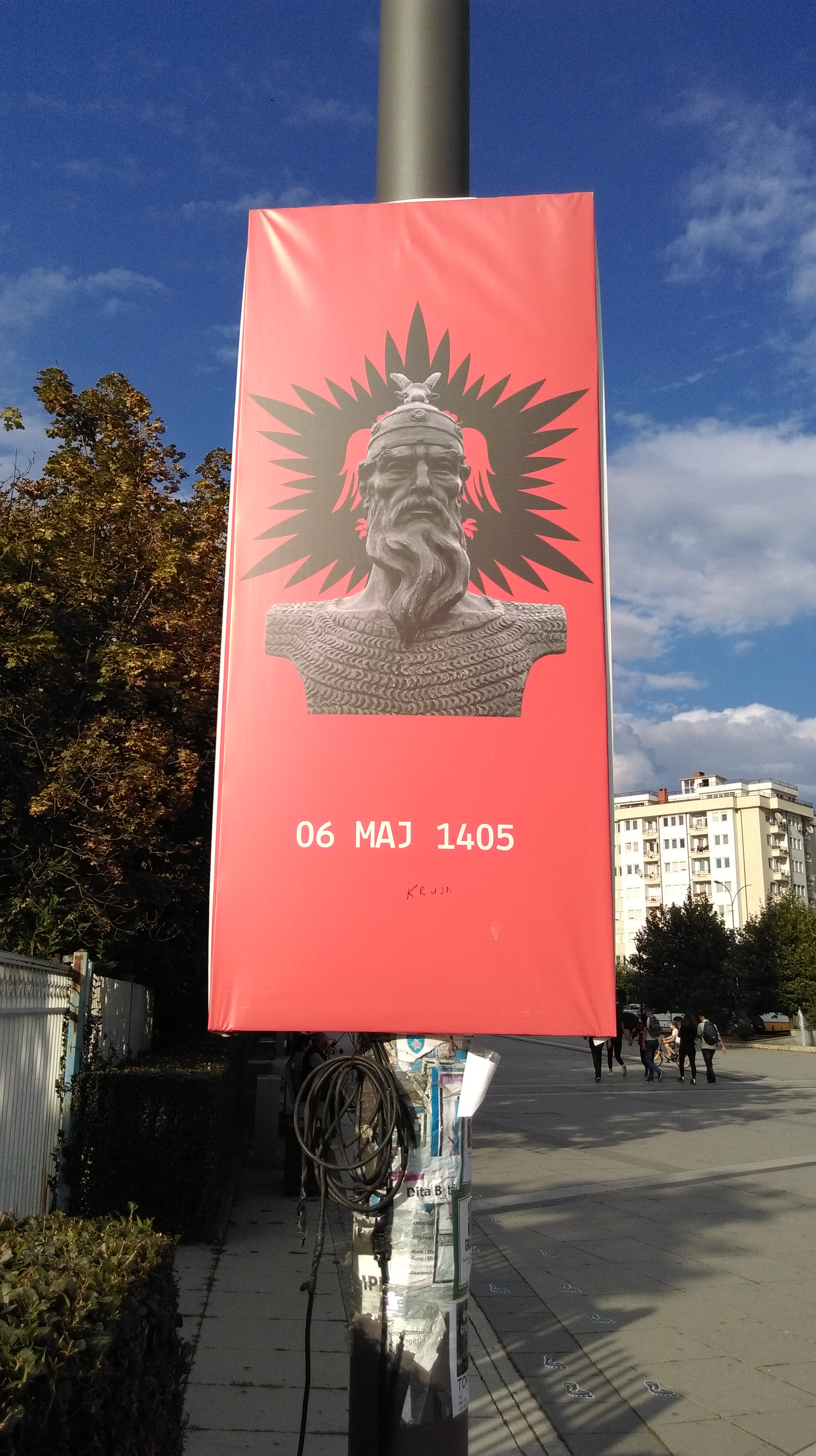
مُلصق إسكندر بك في الساحة
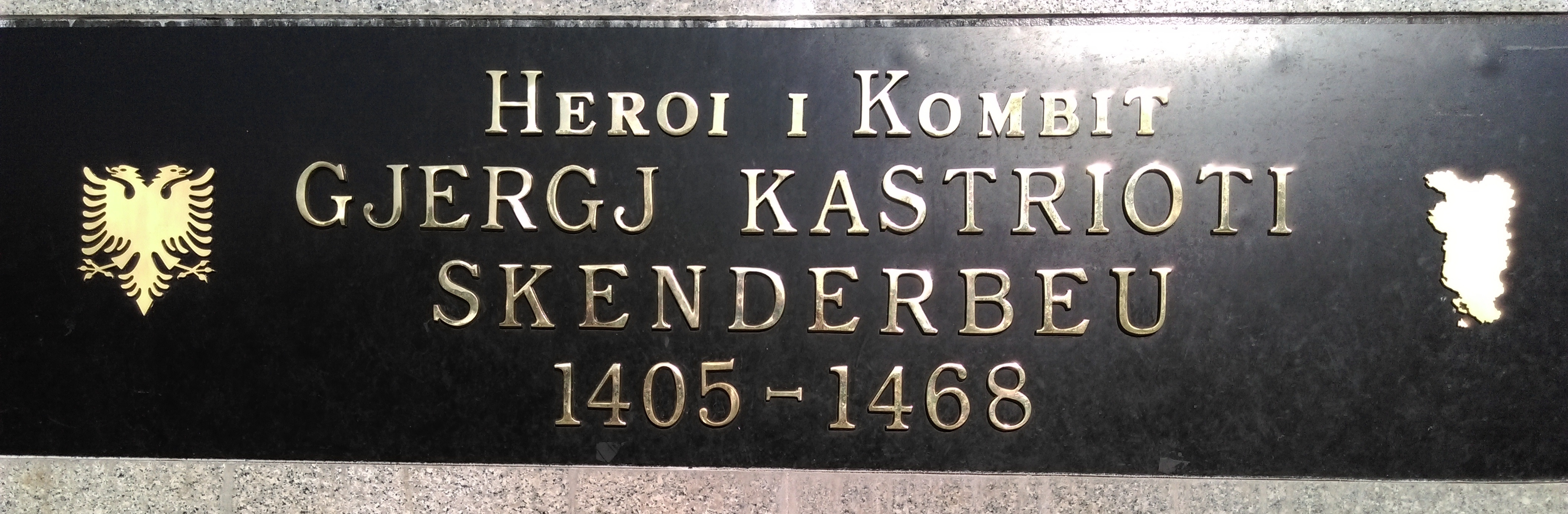
اللوحة التعريفية لتمثال إسكندر بك
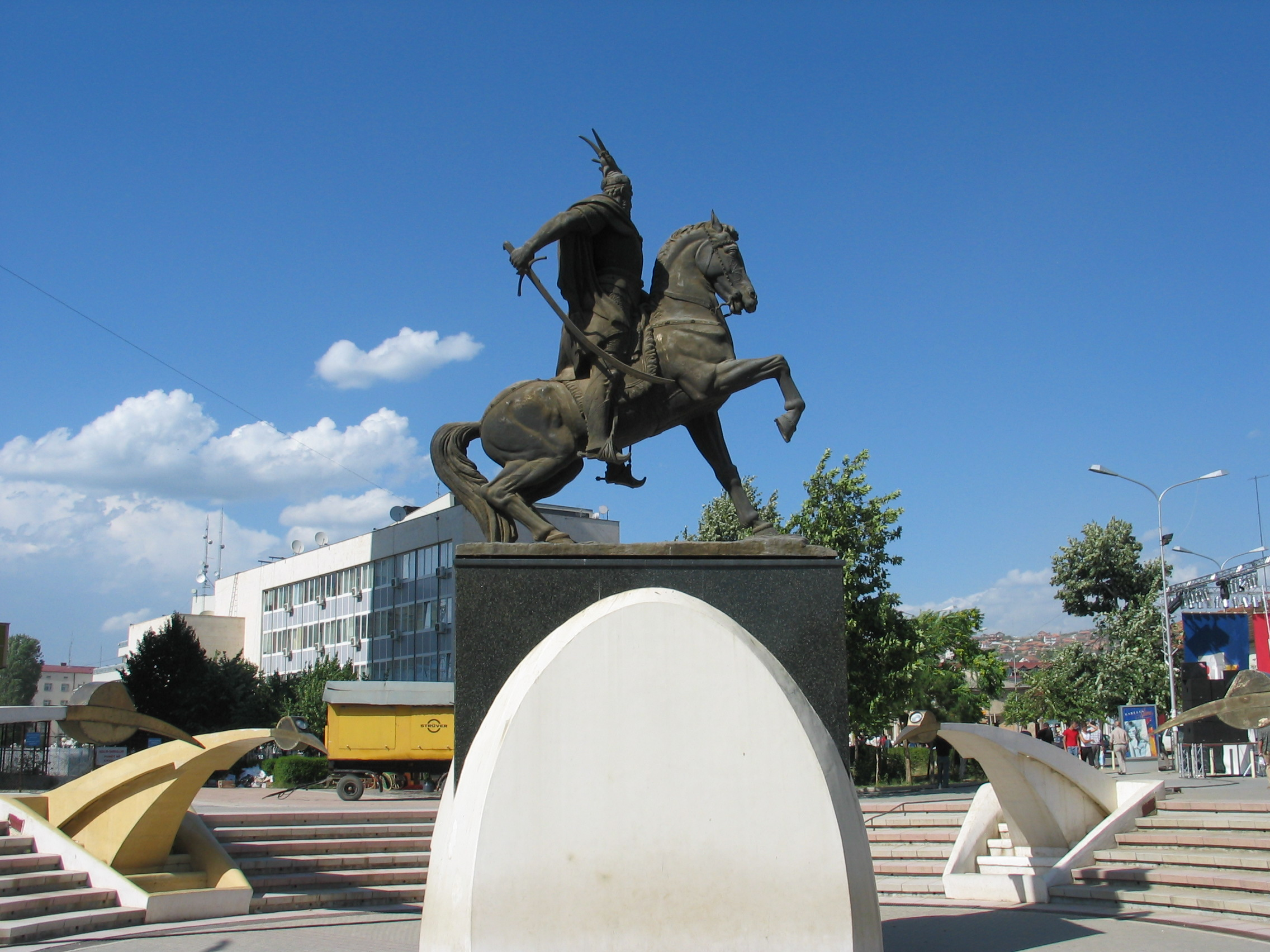
تمثال إسكندر بك على قاعدة التمثال القديمة (سنوات 2000)
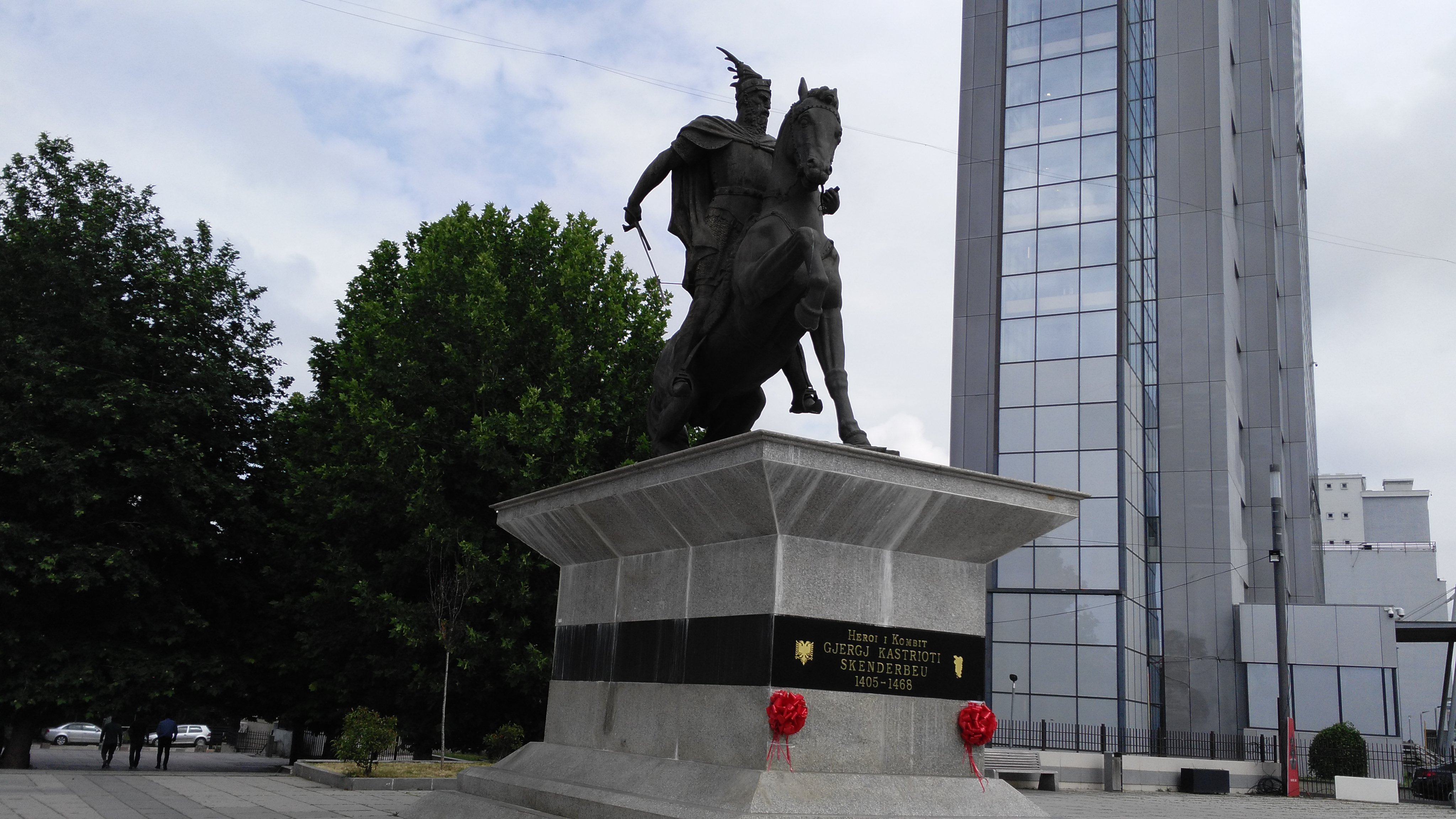
تمثال إسكندر بك على قاعدته الجديدة (2010 فما فوق)